# 文图罗萨
文图罗萨是巴西伯南布哥州的一个市镇。总面积338平方公里，总人口14985人，人口密度44.3人/平方公里。